# KNVB-Pokal 2006/07
Der KNVB-Pokal 2006/07 war die 89. Auflage des niederländischen Fußball-Pokalwettbewerbs. An ihr nahmen die 18 Mannschaften der Eredivisie, die 20 Teams der Eerste Divisie und 50 Vertreter aus dem Amateurbereich teil.
Pokalsieger wurde Titelverteidiger Ajax Amsterdam. Das Team setzte sich im Finale gegen AZ Alkmaar durch.

## Modus
Alle Runden wurden im K.-o.-System durchgeführt. Bei unentschiedenem Ausgang gab es eine Verlängerung von zweimal 15 Minuten und gegebenenfalls ein Elfmeterschießen.

## Teilnehmende Teams
| Eredivisie (18) | Eredivisie (18) | Eerste Divisie (20) | Eerste Divisie (20) |
| --- | --- | --- | --- |
| - Ajax Amsterdam - PSV Eindhoven - Feyenoord Rotterdam - AZ Alkmaar - FC Groningen - SC Heerenveen - Heracles Almelo - ADO Den Haag - NAC Breda                                              | - NEC Nijmegen - Roda JC Kerkrade - Sparta Rotterdam - FC Twente Enschede - FC Utrecht - Vitesse Arnheim - RKC Waalwijk - Willem II Tilburg - Excelsior Rotterdam ▲                                              | - RBC Roosendaal ▼ - AGOVV Apeldoorn - Cambuur Leeuwarden - FC Den Bosch - FC Dordrecht - FC Eindhoven - FC Emmen - Fortuna Sittard - Go Ahead Eagles - BV De Graafschap                                   | - HFC Haarlem - Helmond Sport - MVV Maastricht - FC Omniworld - Stormvogels Telstar - TOP Oss - BV Veendam - VVV-Venlo - FC Volendam - FC Zwolle                                                                     |
| Amateure (50) | | | |
| - Achilles ’29 - Alkmaarsche Boys - SV Argon - ACV Assen - ADO '20 Heemskerk - WSV Apeldoorn - VV Appingedam - ASWH - SV Babberich - VV Bennekom - Be Quick '28 - VV Caesar Beek - JVC Cuijk | - DOTO Deventer - EVV Echt - USV Elinkwijk - Excelsior ’31 Rijssen - VV Flevo Boys - VV Geldrop - VV Gemert - SC Genemuiden - GVVV - HSC ’21 Haaksbergen - HHC Hardenberg - Harkemase Boys - VV IJsselmeervogels | - Jong Ajax - Jong RKC Waalwijk - VV Katwijk - Kozakken Boys - FC Lisse - SV Meerssen - RKSV Oisterwijk - FC Omniworld II - K.v.v. Quick Boys - Red Boys/Bommelerwaard - Rijnsburgse Boys - RKSV Schijndel | - SV Spakenburg - ONS Sneek - VV Sparta Nijkerk - VV Spijkenisse - Ter Leede Sassenheim - VSV TONEGIDO - Türkiyemspor Amsterdam - SV De Treffers - RKSV UDI ’19/Beter Bed - VVOG Harderwijk - WHC Wezep - FC Zutphen |

## 1. Runde
Teilnehmer: 48 Amateurvereine.
| Datum      |                        | Ergebnis               |                        |
| ---------- | ---------------------- | ---------------------- | ---------------------- |
| 26.08.2006 | Alkmaarsche Boys       | 0:1                    | VV Flevo Boys          |
| 26.08.2006 | ASWH                   | 5:1                    | WSV Apeldoorn          |
| 26.08.2006 | SV Babberich           | 1:1 n. V. (4:5 i. E.)  | Rijnsburgse Boys       |
| 26.08.2006 | VV Bennekom            | 1:0                    | ADO '20 Heemskerk      |
| 26.08.2006 | VV Caesar Beek         | 0:0 n. V. (9:10 i. E.) | VVOG Harderwijk        |
| 26.08.2006 | DOTO Deventer          | 1:0                    | GVVV                   |
| 26.08.2006 | Excelsior ’31 Rijssen  | 3:1                    | VV Geldrop             |
| 26.08.2006 | Harkemase Boys         | 0:4                    | SV Argon               |
| 26.08.2006 | HSC ’21 Haaksbergen    | 3:0                    | VV Spijkenisse         |
| 26.08.2006 | Kozakken Boys          | 3:0                    | Red Boys/Bommelerwaard |
| 26.08.2006 | FC Lisse               | 2:2 n. V. (3:5 i. E.)  | EVV Echt               |
| 26.08.2006 | SV Meerssen            | 1:1 n. V. (7:6 i. E.)  | K.v.v. Quick Boys      |
| 26.08.2006 | RKSV Oisterwijk        | 0:2                    | HHC Hardenberg         |
| 26.08.2006 | ONS Sneek              | 4:0                    | VV Appingedam          |
| 26.08.2006 | RKSV Schijndel         | 2:0                    | ACV Assen              |
| 26.08.2006 | VV Sparta Nijkerk      | 2:1                    | USV Elinkwijk          |
| 26.08.2006 | Ter Leede Sassenheim   | 4:2                    | FC Omniworld II        |
| 26.08.2006 | VSV TONEGIDO           | 0:5                    | Be Quick '28           |
| 26.08.2006 | SV De Treffers         | 3:2 n. V.              | VV Katwijk             |
| 26.08.2006 | Türkiyemspor Amsterdam | 5:1                    | SV Spakenburg          |
| 26.08.2006 | RKSV UDI ’19/Beter Bed | 0:1                    | SC Genemuiden          |
| 26.08.2006 | WHC Wezep              | 2:0                    | VV Gemert              |
| 26.08.2006 | VV IJsselmeervogels    | 3:0                    | JVC Cuijk              |
| 26.08.2006 | FC Zutphen             | 0:4                    | Achilles ’29           |

## 2. Runde
Teilnehmer: Die 24 Sieger der 1. Runde, alle 18 Teams der Eredivisie 2005/06, alle 20 Vereine der Eerste Divisie 2005/06 und zwei Jong Teams (Jong Ajax, Jong RKC Waalwijk).
| Datum      |                            | Ergebnis              |                         |
| ---------- | -------------------------- | --------------------- | ----------------------- |
| 19.09.2006 | Achilles ’29 (A)           | 0:0 n. V. (4:3 i. E.) | FC Volendam (D)         |
| 19.09.2006 | ASWH (A)                   | 4:2 n. V.             | Cambuur Leeuwarden (D)  |
| 19.09.2006 | FC Eindhoven (D)           | 3:2 n. V.             | Heracles Almelo (E)     |
| 19.09.2006 | FC Emmen (D)               | 1:0                   | FC Zwolle (D)           |
| 19.09.2006 | Excelsior ’31 Rijssen (D)  | 0:2                   | Go Ahead Eagles (D)     |
| 19.09.2006 | VV Flevo Boys (D)          | 0:2                   | Willem II Tilburg (E)   |
| 19.09.2006 | SC Genemuiden (A)          | 3:2 n. V.             | FC Omniworld (D)        |
| 19.09.2006 | BV De Graafschap (D)       | 3:1                   | VVV-Venlo (D)           |
| 19.09.2006 | HHC Hardenberg (A)         | 1:4                   | MVV Maastricht (D)      |
| 19.09.2006 | HSC ’21 Haaksbergen (A)    | 3:4                   | FC Den Bosch (D)        |
| 19.09.2006 | RBC Roosendaal (D)         | 3:1                   | Helmond Sport (E)       |
| 19.09.2006 | Rijnsburgse Boys (E)       | 1:0                   | Fortuna Sittard (D)     |
| 19.09.2006 | VV Sparta Nijkerk (A)      | 1:6                   | HFC Haarlem (D)         |
| 19.09.2006 | Ter Leede Sassenheim (A)   | 1:2 n. V.             | Stormvogels Telstar (D) |
| 19.09.2006 | FC Utrecht (E)             | 3:1                   | AGOVV Apeldoorn (D)     |
| 19.09.2006 | VV IJsselmeervogels (A)    | 2:4                   | NAC Breda (E)           |
| 20.09.2006 | SV Argon (A)               | 1:3                   | Vitesse Arnheim (E)     |
| 20.09.2006 | Be Quick '28 (A)           | 4:1                   | VVOG Harderwijk (E)     |
| 20.09.2006 | DOTO Deventer (A)          | 1:7                   | FC Twente Enschede (E)  |
| 20.09.2006 | EVV Echt (A)               | 0:2                   | NEC Nijmegen (E)        |
| 20.09.2006 | FC Groningen (E)           | 2:1                   | TOP Oss (D)             |
| 20.09.2006 | Jong RKC Waalwijk (A)      | 2:5                   | Ajax Amsterdam (E)      |
| 20.09.2006 | Kozakken Boys (A)          | 0:2                   | PSV Eindhoven (E)       |
| 19.09.2006 | SV Meerssen (A)            | 6:3 n. V.             | WHC Wezep (A)           |
| 20.09.2006 | ONS Sneek (A)              | 0:2                   | Jong Ajax (A)           |
| 20.09.2006 | SV De Treffers (A)         | 2:6                   | Sparta Rotterdam (E)    |
| 20.09.2006 | Türkiyemspor Amsterdam (A) | 1:6                   | ADO Den Haag (E)        |
| 21.09.2006 | VV Bennekom (A)            | 00:10                 | AZ Alkmaar (E)          |
| 21.09.2006 | SC Heerenveen (E)          | 0:2                   | Roda JC Kerkrade (E)    |
| 21.09.2006 | RKC Waalwijk (E)           | 3:2                   | FC Dordrecht (D)        |
| 21.09.2006 | RKSV Schijndel (A)         | 0:1 n. V.             | Excelsior Rotterdam (E) |
| 21.09.2006 | BV Veendam (D)             | 2:3                   | Feyenoord Rotterdam (E) |

(E) Eredivisie – (D) Erste Divisie – (A) Amateure

## 3. Runde
Teilnehmer: Die 32 Sieger der 2. Runde.
| Datum      |                        | Ergebnis  |                         |
| ---------- | ---------------------- | --------- | ----------------------- |
| 07.11.2006 | Be Quick '28 (A)       | 2:5       | Willem II Tilburg (E)   |
| 07.11.2006 | Go Ahead Eagles (D)    | 2:0       | Excelsior Rotterdam (E) |
| 07.11.2006 | BV De Graafschap (D)   | 1:0       | FC Emmen (D)            |
| 07.11.2006 | FC Groningen (E)       | 1:3       | NAC Breda (E)           |
| 07.11.2006 | MVV Maastricht (D)     | 3:1       | Stormvogels Telstar (D) |
| 07.11.2006 | RBC Roosendaal (D)     | 4:0       | FC Eindhoven (D)        |
| 08.11.2006 | Achilles ’29 (E)       | 0:4       | Sparta Rotterdam (E)    |
| 08.11.2006 | AZ Alkmaar (E)         | 10:10     | SV Meerssen (A)         |
| 08.11.2006 | RKC Waalwijk (E)       | 3:2 n. V. | Feyenoord Rotterdam (E) |
| 08.11.2006 | Roda JC Kerkrade (E)   | 5:0       | ASWH (A)                |
| 08.11.2006 | FC Twente Enschede (E) | 3:1       | NEC Nijmegen (E)        |
| 09.11.2006 | Ajax Amsterdam (E)     | 2:0       | ADO Den Haag (E)        |
| 09.11.2006 | HFC Haarlem (D)        | 1:0       | FC Den Bosch (D)        |
| 09.11.2006 | Jong Ajax (A)          | 8:1       | SC Genemuiden (A)       |
| 09.11.2006 | FC Utrecht (E)         | 5:0       | Rijnsburgse Boys (A)    |
| 09.11.2006 | Vitesse Arnheim (E)    | 0:4       | PSV Eindhoven (E)       |

## Achtelfinale
| Datum      |                        | Ergebnis  |                      |
| ---------- | ---------------------- | --------- | -------------------- |
| 23.01.2007 | AZ Alkmaar (E)         | 5:0       | MVV Maastricht (D)   |
| 23.01.2007 | Willem II Tilburg (E)  | 4:2       | BV De Graafschap (D) |
| 24.01.2007 | Ajax Amsterdam (E)     | 4:0       | HFC Haarlem (D)      |
| 24.01.2007 | Sparta Rotterdam (E)   | 2:3 n. V. | RKC Waalwijk (E)     |
| 24.01.2007 | FC Twente Enschede (E) | 1:2       | NAC Breda (E)        |
| 24.01.2007 | FC Utrecht (E)         | 1:0       | RBC Roosendaal (D)   |
| 25.01.2007 | PSV Eindhoven (E)      | 3:2       | Go Ahead Eagles (D)  |
| 25.01.2007 | Roda JC Kerkrade (E)   | 2:1       | Jong Ajax (A)        |

## Viertelfinale
| Datum      |                       | Ergebnis |                      |
| ---------- | --------------------- | -------- | -------------------- |
| 28.02.2007 | NAC Breda (E)         | 3:0      | PSV Eindhoven (E)    |
| 28.02.2007 | RKC Waalwijk (E)      | 1:0      | Roda JC Kerkrade (E) |
| 28.02.2007 | FC Utrecht (E)        | 1:2      | AZ Alkmaar (E)       |
| 28.02.2007 | Willem II Tilburg (E) | 0:2      | Ajax Amsterdam (E)   |

## Halbfinale
| Datum      |                    | Ergebnis |                  |
| ---------- | ------------------ | -------- | ---------------- |
| 18.04.2007 | Ajax Amsterdam (E) | 3:1      | RKC Waalwijk (E) |
| 19.04.2007 | AZ Alkmaar (E)     | 6:0      | NAC Breda (E)    |

## Finale
| AZ Alkmaar                                 | AZ Alkmaar | Ajax Amsterdam | Ajax Amsterdam |
| ------------------------------------------ | --- | --- | -------------- |
| AZ Alkmaar                                 | \| 6. Mai 2007 in Rotterdam (De Kuip) \| \| Ergebnis: 1:1 n. V., (1:1, 1:0); 7:8 i. E. \| \| Zuschauer: 42.200 \| \| Schiedsrichter: Dick van Egmond \| \| Spielbericht \|                                                                                              | \| 6. Mai 2007 in Rotterdam (De Kuip) \| \| Ergebnis: 1:1 n. V., (1:1, 1:0); 7:8 i. E. \| \| Zuschauer: 42.200 \| \| Schiedsrichter: Dick van Egmond \| \| Spielbericht \|                                                                                           | Ajax Amsterdam |
| AZ Alkmaar                                 | Khalid Sinouh – Grétar Steinsson, Kew Jaliens, Ryan Donk, Tim de Cler – Julian Jenner, Simon Cziommer (71. Danny Koevermans), Demy de Zeeuw (102. Rogier Molhoek), Maarten Martens (64. Nourdin Boukhari) – Schota Arweladse, Mousa Dembélé Cheftrainer: Louis van Gaal | Maarten Stekelenburg – George Ogăraru, Jaap Stam , Thomas Vermaelen, Urby Emanuelson (76. Tom De Mul) – John Heitinga, Gabri, Wesley Sneijder (87. Kenneth Perez), Edgar Davids – Klaas-Jan Huntelaar, Ryan Babel (119. Olaf Lindenbergh) Cheftrainer: Henk ten Cate | Ajax Amsterdam |
| AZ Alkmaar                                 | 1:0 Mousa Dembélé (4.) | 1:1 Klaas-Jan Huntelaar (50.) | Ajax Amsterdam |
| AZ Alkmaar                                 | Elfmeterschießen | | Ajax Amsterdam |
| AZ Alkmaar                                 | 1:0 Schota Arweladse 2:1 Nourdin Boukhari 3:2 Grétar Steinsson 4:3 Tim de Cler 5:4 Julian Jenner 6:5 Mousa Dembélé 7:6 Rogier Molhoek 7:6 Ryan Donk (gehalten) | 1:1 Kenneth Perez 2:2 Klaas-Jan Huntelaar 3:3 Thomas Vermaelen 4:4 Olaf Lindenbergh 5:5 John Heitinga 6:6 Tom De Mul 7:7 George Ogăraru 7:8 Edgar Davids | Ajax Amsterdam |
| AZ Alkmaar                                 | Wesley Sneijder, Klaas-Jan Huntelaar | | Ajax Amsterdam |
| AZ Alkmaar                                 | Gabri (90.) | | Ajax Amsterdam |
| 6. Mai 2007 in Rotterdam (De Kuip)         | | |                |
| Ergebnis: 1:1 n. V., (1:1, 1:0); 7:8 i. E. | | |                |
| Zuschauer: 42.200                          | | |                |
| Schiedsrichter: Dick van Egmond            | | |                |
| Spielbericht                               | | |                |